# Discografia lui Zavaidoc
Discografia cântărețului Zavaidoc Theodorescu cuprinde discuri de gramofon ce prezintă înregistrări realizate între anii 1926-1938 la casa de discuri Columbia Records. Înregistrările discurilor au fost preluate și de alte case de discuri și reeditate pe diverse viniluri, compact discuri etc.

## Discuri Columbia

### Seria D
| An   | Număr de catalog | Format                 | Piese | Acompaniament  |
| 1926 | D 8362           | shellac, 25 cm, 78 RPM | Ochi albaștri drăgălași Ghidale                                                                                            | vioară și pian |
| 1926 | D 8363           | shellac, 25 cm, 78 RPM | Dacă nu și nu Dragostea e ca și-o râie                                                                                     | vioară și pian |
| 1926 | D 8364           | shellac, 25 cm, 78 RPM | Gornistul Și-apoi mână bade mână                                                                                           | vioară și pian |
| 1927 | D 8541           | shellac, 25 cm, 78 RPM | Femeia (c. Zavaidoc Theodorescu) Să nu te superi că te-njur (c. Ionel Fernic)                                              | vioară și pian |
| 1927 | D 8542           | shellac, 25 cm, 78 RPM | Țiganca (c. Ionel Fernic) Mi-ai spus că pleci (c. V. Vasilescu - t. St. Dobrescu)                                          | vioară și pian |
| 1927 | D 8543           | shellac, 25 cm, 78 RPM | Și vom uita că ne-am iubit (c. Ionel Fernic) Din ochii cari au plâns vreodată (c. Ionel Fernic)                            | vioară și pian |
| 1927 | D 8544           | shellac, 25 cm, 78 RPM | În ochii tăi nu am putere Dă mâinile să le sărut (c. Ionel Fernic)                                                         | vioară și pian |
| 1927 | D 8545           | shellac, 25 cm, 78 RPM | Bunica (c. Ionel Băjescu-Oardă) Chrisantemelor                                                                             | vioară și pian |
| 1927 | D 8546           | shellac, 25 cm, 78 RPM | Nu te mai pot iubi femeie (c. Ionel Fernic) Foaie verde firul ierbii (Mă suii în dealul Cernii)                            | vioară și pian |
| 1927 | D 8547           | shellac, 25 cm, 78 RPM | Foaie verde rug de mure (Mărie și Mărioară) Patru boi cu lanțul in coarne                                                  | vioară și pian |
| 1928 | D 15638          | shellac, 25 cm, 78 RPM | Să știi că-mi placi (c. V. Vasilescu - t. Stino) Mihalache, mamă, dragă (c. Ionel Fernic)                                  | vioară și pian |
| 1928 | D 15639          | shellac, 25 cm, 78 RPM | De ți-am greșit îți cer iertare (c. F. Paulman Veru - t. T. Gregoriu Temiș) Mândruliță din Bihor (c. Zavaidoc Theodorescu) | vioară și pian |
| 1928 | D 15640          | shellac, 25 cm, 78 RPM | Nu mă uita (c. Ionel Fernic) Ionică, Ionel                                                                                 | vioară și pian |
| 1928 | D 15646          | shellac, 25 cm, 78 RPM | În pragul porții tale (c. Ionel Fernic) Foaie verde ca lipanu (Mi s-a despotcovit calul)                                   | vioară și pian |
| 1928 | D 15675          | shellac, 25 cm, 78 RPM | Cântecul lui Zavaidoc Când eram la mama fată                                                                               | vioară și pian |
| 1928 | D 15676          | shellac, 25 cm, 78 RPM | Visul meu, visul meu (din opereta „Stela”) O noapte la Zavaidoc                                                            | vioară și pian |
| 1928 | D 15677          | shellac, 25 cm, 78 RPM | Mă uit la tine și gândesc (c. Zavaidoc Theodorescu) Mână Gheorghe boii tăi (c. N. Dumbrăveanu)                             | vioară și pian |
| 1928 | D 15678          | shellac, 25 cm, 78 RPM | De ziua nunții tale (c. V. Vasilescu - t. A. de Hertz) De când ne-a aflat mulțimea                                         | vioară și pian |
| 1928 | D 15679          | shellac, 25 cm, 78 RPM | Asta-i cea din urmă seară (c. Ionel Fernic) Și ți-am zis mândro, ți-am zis                                                 | vioară și pian |
| 1928 | D 15680          | shellac, 25 cm, 78 RPM | Romanța uitarei (c. Căpitan Nae Oprescu) Dacă-n douăzeci de toamne (c. N. Vieroșanu)                                       | vioară și pian |
| 1928 | D 15681          | shellac, 25 cm, 78 RPM | Mai vino seara pe la noi Ionele dragă Ultimul adio (c. G. Seinescu - t. Ionel Băjescu-Oardă)                               | vioară și pian |
| 1928 | D 15682          | shellac, 25 cm, 78 RPM | Te-am întâlnit și mi-ai plăcut (c. Ionel Fernic) S-a dus de mult (c. Ionel Fernic)                                         | vioară și pian |
| 1929 | D 30857          | shellac, 25 cm, 78 RPM | Du-te neică să te duci Zumbalai, zumbalai, meștere                                                                         | vioară și pian |
| 1929 | D 30858          | shellac, 25 cm, 78 RPM | În pragul casei bătrânești (c. Ionel Fernic) Aleargă Gheorghiță, aleargă (Colea-n vale-n grădiniță)                        | vioară și pian |
| 1929 | D 30944          | shellac, 25 cm, 78 RPM | Foaie verde foi de praz (Neică, dacă ești viteaz) Maria neichii Marie                                                      | vioară și pian |
| 1929 | D 30945          | shellac, 25 cm, 78 RPM | Foaie verde murele (Ia-mă-n brațe dorule) Mărioară de la Gorj                                                              | vioară și pian |
| 1929 | D 30960          | shellac, 25 cm, 78 RPM | Daolică, puică, dragă M-am născut într-un bordei (c. Vasile Militaru)                                                      | vioară și pian |
| 1929 | D 30961          | shellac, 25 cm, 78 RPM | Mioara Murguleț căluțul meu                                                                                                | vioară și pian |
| 1929 | D 30962          | shellac, 25 cm, 78 RPM | Foaie verde și-o negară (Dealu-i deal și valea-i vale) De la primărie-n sus                                                | vioară și pian |
| 1929 | D 31175          | shellac, 25 cm, 78 RPM | Adio pentru totdeauna (c. Ionel Fernic) Foaie verde matostat                                                               | vioară și pian |
| 1929 | D 31176          | shellac, 25 cm, 78 RPM | Femei necredincioase (c. Zavaidoc Th.) Foaie verde, flori mărunte (Mă culcai s-adorm sub munte)                            | vioară și pian |
| 1929 | D 31177          | shellac, 25 cm, 78 RPM | Foaie verde ca aluna Plânge maica cu dor                                                                                   | vioară și pian |

### Seria DV
| An   | Număr de catalog | Format                 | Piese | Acompaniament                |
| 1930 | DV 400           | shellac, 25 cm, 78 RPM | 1. Dor de răzbunare (c. George Cavadia – t. Carol Scrob) 2. Secerătorii (I. Paschiil – N. Nedelcu)                  | vioară și pian               |
| 1930 | DV 401           | shellac, 25 cm, 78 RPM | Tudorițo, nene Uite-o, zău                                                                                          | vioară și pian               |
| 1930 | DV 402           | shellac, 25 cm, 78 RPM | Cântecul fusului Măi Smarando de la Prut                                                                            | vioară și pian               |
| 1930 | DV 403           | shellac, 25 cm, 78 RPM | Foaie verde de bujor Foaie verde sălcioară (La casa cu trestioară)                                                  | vioară și pian               |
| 1930 | DV 404           | shellac, 25 cm, 78 RPM | Pe unde treci (c. Alexandru Leon - t. Ioan Gr. Periețeanu) Cântecul olteanului (Coboară puică, coboară)             | vioară și pian               |
| 1930 | DV 405           | shellac, 25 cm, 78 RPM | Doina moțului Di, di, murguleț                                                                                      | vioară și pian               |
| 1931 | DV 450           | shellac, 25 cm, 78 RPM | Și aseară fusei la una Dacă ea nu mă iubește                                                                        | orchestra Vasile Theodorescu |
| 1931 | DV 451           | shellac, 25 cm, 78 RPM | Iarbă verde din zăvoi Arde-o la pingea                                                                              | orchestra Vasile Theodorescu |
| 1931 | DV 473           | shellac, 25 cm, 78 RPM | Car frumos cu patru boi (c. Zavaidoc Th. – t. Vasile Militaru) Copilul străin                                       | orchestra Vasile Theodorescu |
| 1931 | DV 474           | shellac, 25 cm, 78 RPM | Dine, Dine, Constantine Ionelule                                                                                    | orchestra Vasile Theodorescu |
| 1931 | DV 480           | shellac, 25 cm, 78 RPM | La fântâna cu găleata (c. Emil Monția - t. M. Cunțan) Și-a venit aseară mama (c. Zavaidoc Th. – t. Vasile Militaru) | orchestra Vasile Theodorescu |
| 1931 | DV 481           | shellac, 25 cm, 78 RPM | Sunt țigancă, sunt frumoasă (c. Zavaidoc Th.) Toată lumea doarme, doarme                                            | orchestra Vasile Theodorescu |
| 1933 | DV 1247          | shellac, 25 cm, 78 RPM | Fată de general La grădina ocolită                                                                                  | orchestra Vasile Theodorescu |
| 1933 | DV 1248          | shellac, 25 cm, 78 RPM | Vulpea-i cu papuci Săraca fată, săracă                                                                              | orchestra Vasile Theodorescu |
| 1933 | DV 1249          | shellac, 25 cm, 78 RPM | Am un foc la inimioară Lasă-mă să pătimesc                                                                          | orchestra Vasile Theodorescu |

### Seria DR
| An   | Număr de catalog | Format                 | Piese                                                                       | Acompaniament                |
| 1935 | DR 13            | shellac, 25 cm, 78 RPM | Foaie verde spic de grâu Bătrânețe, haine grele                             | orchestra Vasile Theodorescu |
| 1935 | DR 33            | shellac, 25 cm, 78 RPM | Cocoșel cu două creste Omule cu caii buni                                   | orchestra Vasile Theodorescu |
| 1935 | DR 34            | shellac, 25 cm, 78 RPM | Duce, duce rufele la râu (Zuvelcată pân’ la brâu) Iarbă verde, cin’ te taie | orchestra Vasile Theodorescu |
| 1935 | DR 53            | shellac, 25 cm, 78 RPM | Frumoasă țigancă așa cum ești tu De-ai fi bună și înțeleaptă                | orchestra Vasile Theodorescu |
| 1935 | DR 54            | shellac, 25 cm, 78 RPM | Nu-i bai Mă suii in deal la cucă                                            | orchestra Vasile Theodorescu |
| 1936 | DR 80            | shellac, 25 cm, 78 RPM | Foaie verde lin pelin (c. Eddy Marcus - t. Bebe Altman) Marine, Marine      | orchestra Vasile Theodorescu |
| 1936 | DR 88            | shellac, 25 cm, 78 RPM | Supărat mai sunt eu Doamne (c. Zavaidoc Th.) Bine este însurat              | orchestra Vasile Theodorescu |
| 1936 | DR 89            | shellac, 25 cm, 78 RPM | Astă iarnă era iarnă Pe sub deal pe sub cetate                              | orchestra Vasile Theodorescu |
| 1936 | DR 114           | shellac, 25 cm, 78 RPM | Cine m-a iubit pe mine Aș muri, dar nu acuma                                | orchestra Vasile Theodorescu |
| 1936 | DR 115           | shellac, 25 cm, 78 RPM | Sus Ano și Marie Pe șoseaua de la vale                                      | orchestra Vasile Theodorescu |
| 1937 | DR 140           | shellac, 25 cm, 78 RPM | Sus Ano și Marie Bună seara mândro bună                                     | orchestra Vasile Theodorescu |
| 1937 | DR 197           | shellac, 25 cm, 78 RPM | Pe deal pe la Cornățăl Să-ți dea baba cu ghiocul (c. Zavaidoc Th.)          | orchestra Vasile Theodorescu |
| 1938 | DR 217           | shellac, 25 cm, 78 RPM | Ioane, Ioane Fetițo din satul meu (Șapte săptămâni din post)                | orchestra Vasile Theodorescu |
| 1938 | DR 218           | shellac, 25 cm, 78 RPM | Spre culme Caravana                                                         | orchestra Vasile Theodorescu |

## Discuri Electrecord (reeditări)
| An   | Număr de catalog                                  | Format                   | Piese | Acompaniament |
| 1963 | EPC 420 Înregistrări recondiționate               | vinil, 17 cm, 33 RPM     | 1. De când ne-a aflat mulțimea 2. Maria neichii, Mărie 3. Di, Di, di murgule di 4. Cântecul lui Zavaidoc | orchestră |
| 1982 | EDE 02207 Interpreți din Bucureștiul de odinioară | vinil, LP, 30 cm, 33 RPM | 1. Din ochii care-au plâns vreodată 2. Maria neichii, Mărie 3. De ziua nunții tale-ți scriu 4. De când ne-a aflat mulțimea 5. Dă-mi mâinile să ți le sărut 6. Mărie și Mărioară 7. Foaie verde firul ierbii 8. Dacă nu și nu 9. Dragostea e ca o râie 10. Dii, Dii, dii murgule dii 11. Cântecul lui Zavaidoc | orchestră |
| 2012 | EDC 1058 Comori ale muzicii românești             | Compact Disc             | 1. Iarba verde din zăvoi 2. Ionică, Ionel 3. Du-te neică să te duci 4. Arde-o la pingea 5. Patru boi cu lanțu-n coarne 6. Aleargă, Gheorghiță, aleargă 7. La grădina ocolită 8. Și aseară fusei la una 9. Copil străin 10. Foaie verde foi mărunte 11. Foaie verde firul ierbii 12. Șapte săptămâni din post 13. Mărioară de la Gorj 14. Foaie verde spic de grâu 15. Foaie verde rug de mure 16. Di, di, di murgule di 17. Cântecul lui Zavaidoc 18. Dragostea e ca și-o râie 19. Foaie verde foi de praz 20. Foaie verde murele 21. Fată de general 22. Murguleț, căluțul meu 23. Foaie verde și-un dudău 24. Foaie verde sălcioară 25. Mai vino seara pe la noi 26. Zumbalai, zumbalai meștere | orchestra Vasile Theodorescu (1, 3, 4, 7-9, 12, 14, 24) acompaniament de pian și vioară (2, 5, 6, 10, 11, 13, 15-23, 25, 26) |